# Glamoč
Glamoč (in cirillico Гламоч) è un comune della Federazione di Bosnia ed Erzegovina situato nel Cantone della Bosnia Occidentale con 4.038 abitanti al censimento 2013.

## Località
La municipalità di Glamoč è composta dalle seguenti 55 località:
- Babića Brdo
- Biličić
- Crni Vrh
- Ćirići
- Ćoslije
- Dolac
- Dragnjić
- Dubrave
- Đuličan
- Glamoč
- Glavica
- Halapić
- Hasanbegovci
- Hasići
- Hotkovci
- Hozići
- Hrbine
- Isakovci
- Jakir
- Kamen
- Karajzovci
- Karlovac
- Kopić
- Korićna
- Kovačevci
- Krasinac
- Malkočevci
- Malo Selo
- Maslina Strana
- Mladeškovci
- Odžak
- Opačić
- Perduhovo Selo
- Petrovo Vrelo
- Podglavica
- Podgradina
- Podgreda
- Podkraj
- Popovići
- Pribelja
- Prijani
- Radaslije
- Rajićke
- Reljino Selo
- Rore
- Rudine
- Skucani
- Staro Selo
- Stekerovci
- Šumnjaci
- Vagan
- Vidimlije
- Vrba
- Zaglavica
- Zajaruga